# لورل هوبارد
لورل هوبارد (به انگلیسی: Laurel Hubbard) (زاده ۹ فوریهٔ ۱۹۷۸) وزنه‌بردار نیوزیلندی است.
او یک زن ترنس است.
او اولین فرد تراجنسی است که مجوز حضور در بازی‌های المپیک را بدست آورد.
در نهایت لورل هوبارد وزنه‌بردار نیوزلندی در دسته ۸۷+ کیلوگرم المپیک توکیو شرکت کرد و در حرکت یکضرب با سه خطا از مسابقات اوت شد.